# Végh József (újságíró)
Végh József (1903 – 1945) magyar író, újságíró, szerkesztő, Ferencz József unitárius püspök unokája.

## Életútja
Középiskoláit a kolozsvári Unitárius Kollégiumban végezte, s mivel már diák korában írói hajlamai voltak (1922-ben társszerkesztője az Előre c. diáklapnak), újságírói pályára lépett. 1930-ban a Kolozsvárt megjelenő Színház és Film, 1933-tól 1941 márciusáig a Kolozsvári Estilap szerkesztője, közben 1938-ban felelős szerkesztője az Ellenzéknek is. Ez utóbbi szerkesztését 1944 szeptember–októberében újra ő jegyezte. A román cenzúra az 1930-as évek közepétől erősen vizsgálta a magyar lapokat, Végh Józsefnek is e miatt mintegy 10-15 sajtópere volt. 
Önálló füzetben is megjelent székfoglaló előadása: A sinfalvi rombolások és a magyar sajtó (Kolozsvár, 1941), valamint egy nagyobb publicisztikai írása: Hogyan él ma az erdélyi magyar társadalom? (Kolozsvár, 1942).

## Művei
- Mentő-öv. Golgotás út a valóságban (riportregény, Kolozsvár,  1937), 120 o.
- Hogyan él ma az erdélyi magyar társadalom, Kolozsvár, 1942. 224 o.

## Társasági tagság
- Az Unitárius Irodalmi Társaság tagja.